# كأس إسكتلندا 1926–27
كأس اسكتلندا 1926–27 (بالإنجليزية: 1926–27 Scottish Cup)‏ هو موسم من كأس اسكتلندا. فاز فيه نادي سلتيك.